# Guimba
Guimba (Bayan ng Guimba - Municipality of Guimba), también conocido como San Juan de Guimba, es un municipio filipino de primera categoría, situado en la parte central de la isla de Luzón. Forma parte del Primer Distrito Electoral de la provincia de Nueva Écija situada en la Región Administrativa de Luzón Central, también denominada Región III.

## Geografía
Municipio situado en la parte occidental de la provincia de Nueva Ecija,  153 kilómetros al noroeste de Manila,  a 36  de Cabanatúan y a 33  de Tarlac.
Municipio fronterizo con la provincia de Tarlac, municipios de Ramos, Pura y Victoria. Linda por el norte con los municipios de Nampicuán, de Cuyapo y de Talugtug; por el sur con los de Licab y de Quezón; y por el este con los de Muñoz y de Santo Domingo.

### Barangays
El municipio de Guimba se divide, a los efectos administrativos, en 64 barangayes o barrios, conforme a la siguiente relación:
| - Agcano - Ayos Lomboy - Bacayao - Barrio de Bagong - Balbalino - Balingog del Este - Balingog del Oeste - Banitan - Bantug - Bulakid - Caballero - Cabaruan - Caingin Tabing Ilog - Calem | - Camiing - Cardinal - Casongsong - Catimon - Cavite - Cawayan Bugtong, - Consuelo - Culong - Escaño - Faigal - Galván - Guiset - Lamorito - Lennec - Macamias - Macapabellag - Macatcatuit | - Manacsac - Mangang Marikit - Maturanoc - Maybubon - Naglabrahan - Nagpandayán - Narvacan I - Narvacan II - Pacac - Partida I - Partida II - Pasong Intsik - San Juan - San Agustín - San Andrés - San Bernardino - San Marcelino | - San Miguel - San Rafael - San Roque - Santa Ana - Santa Cruz - Santa Lucia - Santa Veronica (Población) - Santo Cristo (Población) - Saranay (Población) - Sinulatan - Subol - Tampac I - Tampac II y III - Triala - Yuson - Buñol |  |

## Historia
El 20 de febrero de 1865 un grupo de colonos ilocanos proceden al desbroce de una zona boscosa donde descubrieron zonas fértiles y excelentes para el cultivo. Los colonos se reparten el terreno en lotes buscando oro bajo la tierra. Llegan nuevos colonos de Bacara, Paoay, Candon, y de otras ciudades de Ilocos del Norte.
Los pobladores pertenecían a los clanes de Galapon, Mateo, Cudal, Padre, Cayog, Romano, Silvestre, Capinpuyan, Batanagan, Faigal, Sumawang, Catabona y muchos otros.
Cuando  llegaron los españoles ya estaba organizado el poblado de Guimba, municipio creado en 1897 con el nombre de San Juan de Guimba, siendo su primer alcalde Alfonso Faigal.
En 1912, durante la ocupación estadounidense de Filipinas, y con el fin de acortar su nombre, San Juan fue considerado como el santo patrón y el lugar se llama desde entonces Guimba.

## Patrimonio
Casa Triala, que fuera propiedad del  líder revolucionario novoecijano, general Manuel Tinio.